# Ehrenberg József
Ehrenberg József Károly (Baja, 1729 – ?, ?)  magyar katolikus pap, komáromi alesperes, vértestolnai és környei plébános.

## Élete és munkássága
1729-ben született Baja városában. 1758-ban  Vértestolna plébánosa lett, ezt a rangját egészen 1768-ig be is töltötte, amikor Weisz Antalt választották meg ebbe a tisztségbe. Még ebben az évben Czvitkovics Máté utódjaként kinevezték környei plébánossá, ennek köszönhetően Környe mellett még Somló és Gesztes (1769-1784) községekben is ő töltötte be ezt a plébánosi tisztet. Székhelye a környei Vízkereszt plébánia volt. 1769. augusztus 21-én Kalazanci Szent Józsefnek (1557–1648), a piarista rend megalapítójának szentté avatási ünnepsége alkalmából beszédet mondott Nyitra városában. A beszédének szövege 1770-ben nyomtatott formában is megjelent Győrben Lob- und Ehrenrede an dem Fest der Heiligsprechung des glorreichen Josephi Calasanctii in der bischöfl cím alatt. 1770-ben gróf Zichy Ferenc győri püspök rendeletére ő tartotta Környe első vizitációját, majd 1781-ben, ismét az ő plébánossága alatt volt még egy vizitáció a településen. 1783-ban megáldotta Tata római katolikus plébániatemplomát. Plébánosi tisztségét még egy évig, 1784-ig tartotta meg, a következő évben Szántó György került erre a címre. Egy időben komáromi alesperesként is szolgált, és tiszteletbeli kanonokká is kinevezték. Halálának pontos ideje és helye ismeretlen.